# غوستافو بوباديلا
غوستافو بوباديلا (بالإسبانية: Gustavo Bobadilla) هو مدرب كرة قدم ولاعب كرة قدم باراغواياني، ولد في 17 فبراير 1959 في أسونسيون في باراغواي. لعب مع أوليمبيا أسونسيون.